# Абатство Санкт Гален
Абатството Санкт Гален (на немски: Fürstabtei Sankt Gallen) е католическо абатство, разположено в град Санкт Гален в Швейцария. Височината на кулите на абатството е 68 метра.

В продължение на столетия това е главният център на Бенедиктинския орден. Основано е през 719 г., а през 13 век се превръща в имперско абатство. Библиотеката на абатството е една от най-старите монашески библиотеки в света.
През 1983 г. е включено в Списъка на световното наследство на ЮНЕСКО.
- В Общомедия има медийни файлове относно Абатство Санкт Гален